# Babson Park
Babson Park es un lugar designado por el censo ubicado en el condado de Polk en el estado estadounidense de Florida. En el Censo de 2010 tenía una población de 1.356 habitantes y una densidad poblacional de 343,77 personas por km².

## Geografía
Babson Park se encuentra ubicado en las coordenadas 27°50′3″N 81°31′41″O / 27.83417, -81.52806. Según la Oficina del Censo de los Estados Unidos, Babson Park tiene una superficie total de 3.94 km², de la cual 3.94 km² corresponden a tierra firme y (0%) 0 km² es agua.

## Demografía
Según el censo de 2010, había 1.356 personas residiendo en Babson Park. La densidad de población era de 343,77 hab./km². De los 1.356 habitantes, Babson Park estaba compuesto por el 73.53% blancos, el 18.07% eran afroamericanos, el 0.07% eran amerindios, el 2.36% eran asiáticos, el 0.37% eran isleños del Pacífico, el 2.95% eran de otras razas y el 2.65% pertenecían a dos o más razas. Del total de la población el 8.41% eran hispanos o latinos de cualquier raza.